# Puchar Świata w narciarstwie alpejskim mężczyzn 2008/2009
Puchar Świata w narciarstwie alpejskim mężczyzn sezon 2008/2009 to 43. edycja tej imprezy. Cykl rozpoczął się w austriackim Sölden 26 października 2008 roku, a zakończył 15 marca 2009 roku w szwedzkim Åre (kombinacja drużynowa mieszana).

## Podium zawodów

### Indywidualnie
| Lp.                                                                | Data                            | Miejscowość              | Konkurencja     | 1. Miejsce             | 2. Miejsce            | 3. Miejsce                      |
| ------------------------------------------------------------------ | ------------------------------- | ------------------------ | --------------- | ---------------------- | --------------------- | ------------------------------- |
| 1.                                                                 | 26 października 2008            | Sölden                   | gigant          | Daniel Albrecht        | Didier Cuche          | Ted Ligety                      |
| 2.                                                                 | 16 listopada 2008               | Levi                     | slalom          | Jean-Baptiste Grange   | Bode Miller           | Mario Matt                      |
| 3.                                                                 | 29 listopada 2008               | Lake Louise              | zjazd           | Peter Fill             | Carlo Janka           | Hans Olsson                     |
| 4.                                                                 | 30 listopada 2008               | Lake Louise              | supergigant     | Hermann Maier          | John Kucera           | Didier Cuche                    |
| 5.                                                                 | 5 grudnia 2008                  | Beaver Creek             | zjazd           | Aksel Lund Svindal     | Marco Büchel          | Erik Guay                       |
| 6.                                                                 | 6 grudnia 2008                  | Beaver Creek             | supergigant     | Aksel Lund Svindal     | Hermann Maier         | Michael Walchhofer              |
| 7.                                                                 | 7 grudnia 2008                  | Beaver Creek             | gigant          | Benjamin Raich         | Ted Ligety            | Aksel Lund Svindal              |
| 8.                                                                 | 4 grudnia 2008 12 grudnia 2008  | Beaver Creek Val d’Isère | superkombinacja | Benjamin Raich         | Jean-Baptiste Grange  | Marcel Hirscher                 |
| 9.                                                                 | 13 grudnia 2008                 | Val d’Isère              | gigant          | Carlo Janka            | Massimiliano Blardone | Gauthier de Tessières           |
| 10.                                                                | 19 grudnia 2008                 | Val Gardena              | supergigant     | Werner Heel            | Didier Défago         | Patrik Järbyn                   |
| 11.                                                                | 20 grudnia 2008                 | Val Gardena              | zjazd           | Michael Walchhofer     | Bode Miller           | Manuel Osborne-Paradis          |
| 12.                                                                | 21 grudnia 2008                 | Alta Badia               | gigant          | Daniel Albrecht        | Ivica Kostelić        | Hannes Reichelt                 |
| 13.                                                                | 14 grudnia 2008 22 grudnia 2008 | Val d’Isère Alta Badia   | slalom          | Ivica Kostelić         | Jean-Baptiste Grange  | Benjamin Raich                  |
| 14.                                                                | 28 grudnia 2008                 | Bormio                   | zjazd           | Christof Innerhofer    | Klaus Kröll           | Michael Walchhofer              |
| 15.                                                                | 6 stycznia 2009                 | Zagrzeb                  | slalom          | Jean-Baptiste Grange   | Ivica Kostelić        | Giuliano Razzoli                |
| 16.                                                                | 10 stycznia 2009                | Adelboden                | gigant          | Benjamin Raich         | Massimiliano Blardone | Kjetil Jansrud                  |
| 17.                                                                | 11 stycznia 2009                | Adelboden                | slalom          | Reinfried Herbst       | Manfred Pranger       | Felix Neureuther                |
| 18.                                                                | 16 stycznia 2009                | Wengen                   | superkombinacja | Carlo Janka            | Peter Fill            | Silvan Zurbriggen               |
| 19.                                                                | 17 stycznia 2009                | Wengen                   | zjazd           | Didier Défago          | Bode Miller           | Marco Sullivan                  |
| 20.                                                                | 18 stycznia 2009                | Wengen                   | slalom          | Manfred Pranger        | Reinfried Herbst      | Ivica Kostelić                  |
| 21.                                                                | 23 stycznia 2009                | Kitzbühel                | supergigant     | Klaus Kröll            | Aksel Lund Svindal    | Ambrosi Hoffmann                |
| 22.                                                                | 24 stycznia 2009                | Kitzbühel                | zjazd           | Didier Défago          | Michael Walchhofer    | Klaus Kröll                     |
| 23.                                                                | 25 stycznia 2009                | Kitzbühel                | slalom          | Julien Lizeroux        | Jean-Baptiste Grange  | Patrick Thaler                  |
| 24.                                                                | 25 stycznia 2009                | Kitzbühel                | superkombinacja | Silvan Zurbriggen      | Ivica Kostelić        | Natko Zrnčić-Dim                |
| 25.                                                                | 27 stycznia 2009                | Schladming               | slalom          | Reinfried Herbst       | Manfred Pranger       | Ivica Kostelić                  |
| 26.                                                                | 1 lutego 2009                   | Garmisch-Partenkirchen   | slalom          | Manfred Mölgg          | Giorgio Rocca         | Reinfried Herbst                |
| 40. Mistrzostwa Świata w Narciarstwie Alpejskim 2009 – Val d’Isère |                                 |                          |                 |                        |                       |                                 |
| 27.                                                                | 21 lutego 2009                  | Sestriere                | gigant          | Didier Cuche           | Stephan Görgl         | Benjamin Raich                  |
| 28.                                                                | 22 lutego 2009                  | Sestriere                | superkombinacja | Romed Baumann          | Julien Lizeroux       | Christof Innerhofer Carlo Janka |
| 29.                                                                | 28 lutego 2009                  | Kranjska Gora            | gigant          | Ted Ligety             | Didier Cuche          | Massimiliano Blardone           |
| 30.                                                                | 1 marca 2009                    | Kranjska Gora            | slalom          | Julien Lizeroux        | Giuliano Razzoli      | Felix Neureuther                |
| 31.                                                                | 6 marca 2009                    | Kvitfjell                | zjazd           | Manuel Osborne-Paradis | Michael Walchhofer    | Aksel Lund Svindal              |
| 32.                                                                | 7 marca 2009                    | Kvitfjell                | zjazd           | Klaus Kröll            | Michael Walchhofer    | Manuel Osborne-Paradis          |
|                                                                    | 8 marca 2009                    | Kvitfjell                | supergigant     | zawody odwołane        | zawody odwołane       | zawody odwołane                 |
| 33.                                                                | 11 marca 2009                   | Åre                      | zjazd           | Aksel Lund Svindal     | Didier Cuche          | Hans Olsson                     |
| 34.                                                                | 12 marca 2009                   | Åre                      | supergigant     | Werner Heel            | Aksel Lund Svindal    | Christof Innerhofer             |
| 35.                                                                | 13 marca 2009                   | Åre                      | gigant          | Benjamin Raich         | Ted Ligety            | Didier Cuche                    |
| 36.                                                                | 14 marca 2009                   | Åre                      | slalom          | Mario Matt             | Julien Lizeroux       | Jean-Baptiste Grange            |

### Drużynowa kombinacja mieszana
| Data          | Miejsce | 1. miejsce                                                                                  | 2. miejsce                                                                                             | 3. miejsce                                                                             |
| 15 marca 2009 | Åre     | Włochy · Nadia Fanchini Nicole Gius Daniela Merighetti Peter Fill Werner Heel Manfred Mölgg | Austria · Andrea Fischbacher Elisabeth Görgl Kathrin Zettel Marcel Hirscher Mario Matt Hannes Reichelt | Szwajcaria · Sandra Gini Lara Gut Fabienne Suter Marc Berthod Didier Cuche Carlo Janka |

## Klasyfikacje
| Lp. | Zawodnik             | Punkty |
| --- | -------------------- | ------ |
| 1.  | Aksel Lund Svindal   | 1009   |
| 2.  | Benjamin Raich       | 1007   |
| 3.  | Didier Cuche         | 919    |
| 4.  | Ivica Kostelić       | 891    |
| 5.  | Jean-Baptiste Grange | 887    |
| 6.  | Didier Défago        | 738    |
| 7.  | Carlo Janka          | 728    |
| 8.  | Michael Walchhofer   | 647    |
| 9.  | Ted Ligety           | 598    |
| 10. | Peter Fill           | 581    |

| Lp. | Zawodnik               | Punkty |
| --- | ---------------------- | ------ |
| 1.  | Michael Walchhofer     | 470    |
| 2.  | Klaus Kröll            | 424    |
| 3.  | Didier Défago          | 363    |
| 4.  | Aksel Lund Svindal     | 356    |
| 5.  | Manuel Osborne-Paradis | 323    |
| 6.  | Erik Guay              | 287    |
| 7.  | Didier Cuche           | 275    |
| 7.  | Bode Miller            | 275    |
| 9.  | Peter Fill             | 271    |
| 10. | Christof Innerhofer    | 249    |

| Lp. | Zawodnik            | Punkty |
| --- | ------------------- | ------ |
| 1.  | Aksel Lund Svindal  | 292    |
| 2.  | Werner Heel         | 256    |
| 3.  | Didier Défago       | 242    |
| 4.  | Hermann Maier       | 231    |
| 5.  | Christof Innerhofer | 168    |
| 6.  | Michael Walchhofer  | 162    |
| 7.  | Didier Cuche        | 152    |
| 8.  | Klaus Kröll         | 142    |
| 9.  | John Kucera         | 138    |
| 10. | Peter Fill          | 130    |

| Lp. | Zawodnik              | Punkty |
| --- | --------------------- | ------ |
| 1.  | Didier Cuche          | 474    |
| 2.  | Benjamin Raich        | 462    |
| 3.  | Ted Ligety            | 421    |
| 4.  | Massimiliano Blardone | 325    |
| 5.  | Aksel Lund Svindal    | 260    |
| 6.  | Carlo Janka           | 238    |
| 7.  | Daniel Albrecht       | 221    |
| 8.  | Ivica Kostelić        | 219    |
| 9.  | Kjetil Jansrud        | 213    |
| 10. | Romed Baumann         | 204    |

| Lp. | Zawodnik             | Punkty |
| --- | -------------------- | ------ |
| 1.  | Jean-Baptiste Grange | 541    |
| 2.  | Ivica Kostelić       | 454    |
| 3.  | Julien Lizeroux      | 419    |
| 4.  | Manfred Pranger      | 415    |
| 5.  | Reinfried Herbst     | 396    |
| 6.  | Manfred Mölgg        | 370    |
| 7.  | Mario Matt           | 282    |
| 8.  | Mattias Hargin       | 261    |
| 9.  | Marcel Hirscher      | 253    |
| 10. | Benjamin Raich       | 239    |

| Lp. | Zawodnik             | Punkty |
| --- | -------------------- | ------ |
| 1.  | Carlo Janka          | 242    |
| 2.  | Silvan Zurbriggen    | 231    |
| 3.  | Romed Baumann        | 169    |
| 4.  | Ivica Kostelić       | 166    |
| 5.  | Benjamin Raich       | 165    |
| 6.  | Jean-Baptiste Grange | 154    |
| 7.  | Julien Lizeroux      | 139    |
| 8.  | Peter Fill           | 126    |
| 9.  | Natko Zrnčić-Dim     | 112    |
| 10. | Marcel Hirscher      | 105    |

| Lp. | Państwo           | Punkty |
| --- | ----------------- | ------ |
| 1.  | Austria           | 5822   |
| 2.  | Szwajcaria        | 4118   |
| 3.  | Włochy            | 3426   |
| 4.  | Francja           | 2681   |
| 5.  | Stany Zjednoczone | 1881   |
| 6.  | Kanada            | 1663   |
| 7.  | Norwegia          | 1393   |
| 8.  | Szwecja           | 1271   |
| 9.  | Chorwacja         | 1034   |
| 10. | Słowenia          | 767    |